# Karlskamp

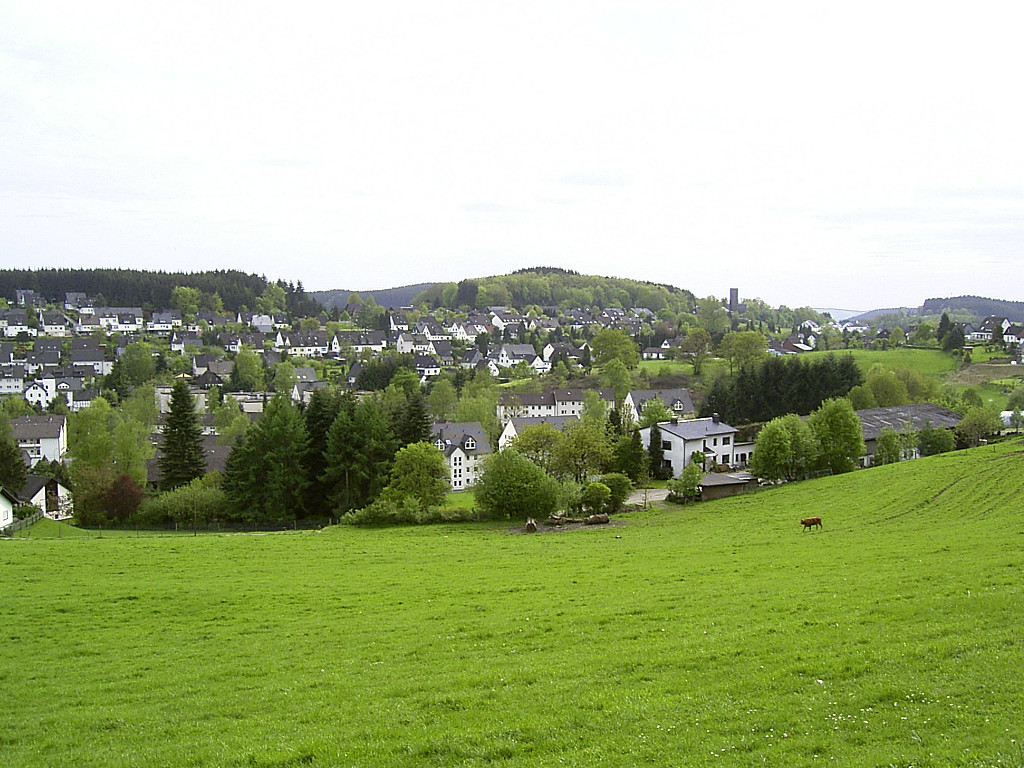
Blick vom Hömerich

Karlskamp ist ein Ortsteil von Gummersbach im Oberbergischen Kreis im südlichen Nordrhein-Westfalen, Deutschland.

## Geographie
Karlskamp liegt knapp drei Kilometer westlich des Stadtzentrums zwischen den unmittelbar angrenzenden Ortsteilen Steinenbrück und Strombach. Ein Drittel des Ortes befindet sich nördlich der L 323 in einer Talmulde unterhalb des Hömerich (367 m ü. NN), zwei Drittel liegen südlich der Landesstraße am Hang des Höchst (344 m ü. NN).

## Geschichte
Vor Ort bestand bis ins 19. Jahrhundert lediglich ein Einzelhof. Zuvor nur als Flurbezeichnung („Karls Kamp“) aktenkundig, existiert der Ortsteil als solcher erst seit der zweiten Hälfte der 1930er Jahre und wurde erstmals 1940 in einem Adressbuch erwähnt. Zu jenem Zeitpunkt waren hier vier Familien verzeichnet.
Ab den späten 1940er Jahren bis in die 1960er Jahre entstand hier ein umfangreiches Neubaugebiet mit einigen fünfstöckigen Mehr- (Nordteil) sowie zahlreichen Ein- und Zweifamilienhäusern (Südteil), wo vor allem in letzterem zu einem beträchtlichen Teil Heimatvertriebene, vornehmlich aus Schlesien und Ostpreußen, angesiedelt wurden.
Bis 1974 gehörte Karlskamp wie die übrigen Orte der alten Bauerschaft Strombach zur Gemeinde Gimborn, welche seinerzeit im Zuge der Gemeindeneuordnung aufgelöst wurde.

## Verkehr
Die Haltestelle von Karlskamp wird über die Buslinien 316 (Gummersbach Bf – Neuremscheid) sowie 361 (Gummersbach – Strombach – Gummeroth) angeschlossen.